# سالانتا

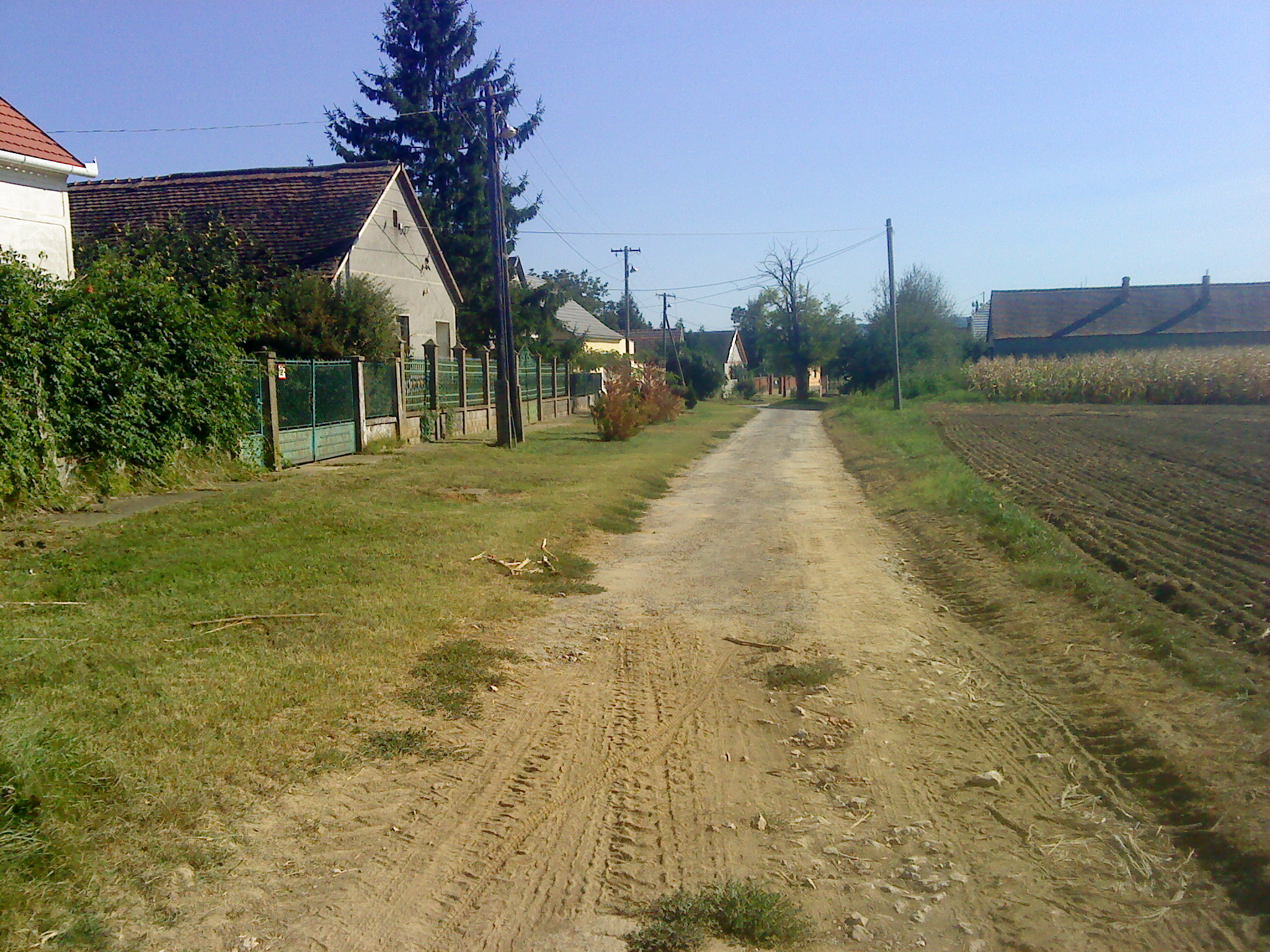
سالانتا

سالانتا (به مجاری:  Szalánta) یک منطقهٔ مسکونی در مجارستان است که در ناحیه پچ واقع شده‌است.

## خواهرخوانده
شهر Strizivojna خواهرخواندهٔ سالانتا هست.